# Phlegetonia callichroma
Phlegetonia callichroma är en fjärilsart som beskrevs av William Lucas Distant 1901. Phlegetonia callichroma ingår i släktet Phlegetonia och familjen nattflyn. Inga underarter finns listade i Catalogue of Life.